# Lower Basildon
Lower Basildon – wieś w Anglii, w hrabstwie ceremonialnym Berkshire, w dystrykcie (unitary authority) West Berkshire. Leży 12 km na północny zachód od centrum miasta Reading i 70 km na zachód od centrum Londynu.